# Sturmführer
Sturmführer fue un rango militar nacionalsocialista que comenzó en 1925 y se convirtió en un rango de las SA en 1928. Traducido como "líder de choque o líder de asalto", los orígenes de este rango datan de la Primera Guerra Mundial, cuando el título de sturmführer fue utilizado por los líderes de las tropas de choque alemanas y compañías de acción especial.
Para 1930, sturmführer se había convertido en el rango de oficial más bajo de varias organizaciones militares vinculadas al Partido Nacionalsocialista, incluidas las SA. El título también se usó como rango de las SS hasta 1934 cuando, después de la noche de los cuchillos largos, las SS cambiaron de nombre al rango de untersturmführer, equivalente a un teniente segundo en el Heer (Ejército). Otras variaciones de sturmführer incluyeron obersturmführer y hauptsturmführer, rangos paralelos a un primer teniente y capitán del ejército respectivamente.

## Insignias

Parches de cuello de las SA
Parches de cuello del NSFK
Parches de cuello del NSKK